# Hazlov
Hazlov (Duits: Haslau) is een gemeente in de Tsjechische regio Karlsbad. De gemeente ligt op 550 meter hoogte aan de verbindingsweg tussen Cheb en Aš, tussen het Fichtelgebergte en Elstergebergte. Drie kilometer ten westen van Hazlov ligt de grens met Duitsland.

## Geschiedenis
Hazlov werd gesticht in de 12e eeuw. De eerste schriftelijke vermelding stamt uit het jaar 1224.
In 1850 werd Hazlov een zelfstandige gemeente met een gekozen burgemeester. Vijftien jaar later werd de gemeente aangesloten op het spoorwegennetwerk. Aan spoorlijn 148 ligt binnen de gemeente station Hazlov. In 1884 kreeg Hazlov de status van marktvlek.
Na de Tweede Wereldoorlog, op 8 mei 1945, werd Hazlov door het Amerikaanse leger bezet. Aan het einde van dat jaar verlieten de Amerikanen de gemeente. Vanaf dat moment waren alle Duitse inwoners uit Hazlov uitgewezen. De Duitsers werden in goederentreinen naar Duitsland getransporteerd. Voor de oorlog had Hazlov 2915 inwoners. In 1947 zijn hier nog maar 999 van over.

Aš · 
Cheb · 
Dolní Žandov · 
Drmoul · 
Františkovy Lázně · 
Hazlov · 
Hranice · 
Krásná · 
Křižovatka · 
Lázně Kynžvart · 
Libá · 
Lipová · 
Luby · 
Mariënbad (Mariánské Lázně) · 
Milhostov · 
Milíkov · 
Mnichov · 
Nebanice · 
Nový Kostel · 
Odrava · 
Okrouhlá · 
Ovesné Kladruby · 
Plesná · 
Podhradí · 
Pomezí nad Ohří · 
Poustka · 
Prameny · 
Skalná · 
Stará Voda · 
Teplá · 
Trstěnice · 
Třebeň · 
Tři Sekery · 
Tuřany · 
Valy · 
Velká Hleďsebe · 
Velký Luh · 
Vlkovice · 
Vojtanov · 
Zádub-Závišín